# 비비아 사비나
비비아 사비나(Vibia Sabina, 83년 8월 13일–136/137년)는 로마의 황후로, 로마 황제 하드리아누스의 아내이자 친척이기도 하다. 그는 보조 집정관인 루키우스 비비우스 사비누스와 마티디아 (로마 황제 트라야누스의 조카)의 딸이다.

## 어린 시절
84년에 아버지가 죽은 뒤, 이복자매 마티디아 미노르와 같이 사비나는 외할머니인 마르키아나와 함께 살았다. 이들은 트라야누스와 플로티나의 저택에서 자랐다.
사비나는 100년에 플로티나 황후의 부탁으로 하드리아누스와 혼인하였다. 하드리아누스는 117년에 종조부의 뒤를 이어 황제에 즉위했다. 사비니의 어머니 마티디아 (하드리아누스의 육촌)는 또한 하드리아누스에 대한 호감을 갖고 있었고 그가 딸과 결혼하는 걸 허락하였다.

## 황후
사비나는 초대 황후인 아우구스투스의 아내 리비아 이래로 어느 황실의 여인들보다 로마와 속주들에서 많은 대중적 존경을 얻었다. 실제로, 사비나는 로마에서 정기적으로 주조된 주화들에 등장한 첫 여성이었다. 그녀는 지금까지 가장 많이 여정에 나서고 눈에 띄는 황후였다. 128년에, 그녀는 아우구스타 칭호를 수여받았다.
사비나는 율리아 발빌라가 쓴 하드리아누스의 130년 11월 이집트 방문 당시를 담은 여러 풍자시에 묘사되었다. 풍자시에서, 발빌라는 사비나를 '아름다우며' '사랑스럽다' 라고 하였다.
'히스토리아 아우구스타'는 하드리아누스의 서기였던 역사가 수에토니우스가 "궁정에서 요구한 예법보다 비공식적인 방식으로 사비나 황후를 대한 행위"로 119년에 하드리아누스에 의해서 해임되었다고 기록하였다. 한편, 하드리아누스는 총애하는 안티누스와 다른 동성 애인들에게 성적인 관심이 있던 걸로 여겨지며, 그와 사비나 사이에 자녀는 없었다.

## 죽음

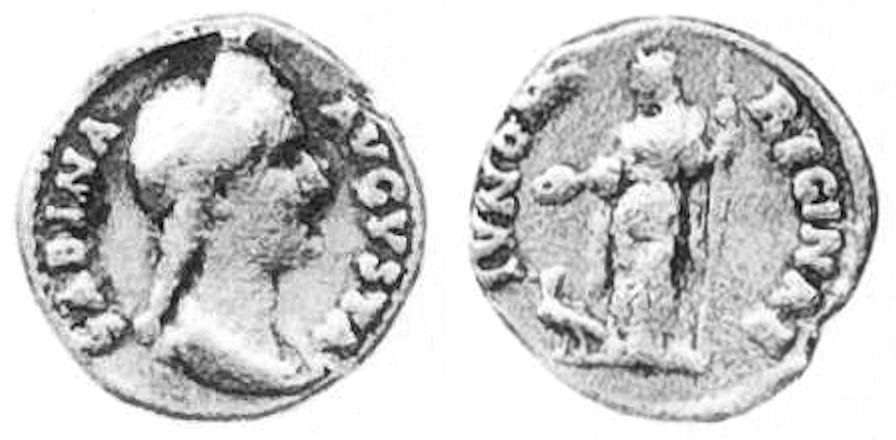
오늘날 아프가니스탄의 아힌 포슈의 불교 스투파에서 발견된 사비나 황후의 주화.

비비아 사비나는 대략 136년 혹은 137년 초에 남편보다 일찍 사망했다. 하드리아누스가 아내를 노예보다 조금 나은 대우로 대했고, 이것이 그녀를 자살로 몰고갔을 지도 모른다고 하는 강한 고대의 전승이 있다. 아내를 위해 하드리아누스가 남긴 엘레지는 "하드리아누스의 명으로 그녀 사후 신격화에 따른 사비나의 신격화된 모습을 담고 있다." 한편 다른 자료들에서는 그가 그녀에게 대단한 존경심을 갖고 있었다고 전한다.

## 같이 보기
- 비비아 아우렐리아 사비나

## 추가 사료
- (프랑스어) L’Harmattan, La vie de Sabine, femme d’Hadrien, in Minaud, Gérard, Les vies de 12 femmes d’empereur romain – Devoirs, Intrigues & Voluptés , Paris, 2012, pp. 169–188.
- Brennan, Corey T., Sabina Augusta: An Imperial Journey, Oxford, 2018, ISBN 978-0190250997